# Baramati
Baramati è una città dell'India di 51 342 abitanti, situata nel distretto di Pune, nello stato federato del Maharashtra. In base al numero di abitanti la città rientra nella classe II (da 50 000 a 99 999 persone).

## Geografia fisica
La città è situata a 18° 8' 60 N e 74° 34' 60 E e ha un'altitudine di 537 m s.l.m.

## Società

### Evoluzione demografica
Al censimento del 2001 la popolazione di Baramati assommava a 51 342 persone, delle quali 26 577 maschi e 24 765 femmine. I bambini di età inferiore o uguale ai sei anni assommavano a 6 391, dei quali 3 425 maschi e 2 966 femmine. Infine, coloro che erano in grado di saper almeno leggere e scrivere erano 37 723, dei quali 21 067 maschi e 16 656 femmine.